# The $1,000,000 Reward
The $1,000,000 Reward es una película en serie (se rodaron 15 episodios en 31 bobinas) dramática de 1920, dirigida por George Lessey y producida por Harry Grossman. La película se considera perdida.

## Reparto
- Coit Albertson
- Buck Connors
- Louise Hotaling
- George Lessey
- Joe Smith Marba
- Charles B. Middleton
- William Pike
- Bernard Randall
- Leora Spellman
- F.W. Stewart
- Lillian Walker